# Adjuntas, Irapuato
Adjuntas är en ort i Mexiko.   Den ligger i kommunen Irapuato och delstaten Guanajuato, i den centrala delen av landet, 270 km nordväst om huvudstaden Mexico City. Adjuntas ligger 1 803 meter över havet och antalet invånare är 491.
Terrängen runt Adjuntas är platt västerut, men österut är den kuperad. Runt Adjuntas är det tätbefolkat, med 257 invånare per kvadratkilometer. Närmaste större samhälle är Irapuato, 12,9 km sydväst om Adjuntas. Omgivningarna runt Adjuntas är en mosaik av jordbruksmark och naturlig växtlighet.